# Pleurophragmium acutum
Pleurophragmium acutum är en svampart som först beskrevs av Grove, och fick sitt nu gällande namn av M.B. Ellis 1976. Pleurophragmium acutum ingår i släktet Pleurophragmium, divisionen sporsäcksvampar och riket svampar.   Inga underarter finns listade i Catalogue of Life.